# Waldemar de Brito
Waldemar de Brito (ur. 17 maja 1913 w São Paulo, zm. 21 lutego 1979 w São Paulo) – piłkarz brazylijski grający na pozycji napastnika.
Waldemar de Brito karierę piłkarską rozpoczął w 1927 roku w małym klubie z São Paulo Esporte Clube Syrio, następny rok spędził w klubie Independência FC, po czym wrócił do Esporte Clube Syrio, w którym grał do 1932 roku. Lata 1933–1934 spędził w São Paulo FC. Jako zawodnik São Paulo zdobył tytuł króla strzelców mistrzostw stanu Rio de Janeiro – Campeonato Carioca 1933 oraz Turnieju Rio-São Paulo. W 1934 przeszedł do Botafogo FR. Po epizodzie w Botafogo 
Waldemar de Brito wyjechał do Argentyny, gdzie grał w latach 1935–1936 w stołecznym klubie San Lorenzo de Almagro. Po powrocie do Brazylii przez trzy lata grał CR Flamengo, po czym zaliczył drugą przygodę z San Lorenzo de Almagro (1939–1940). W późniejszych latach Waldemar de Brito grał ponownie w São Paulo FC (1941–1942), Fluminense FC (1943), Portuguesie (1944) i w SE Palmeiras, w którym zakończył piłkarską karierę w 1946 roku.
W 1934 Waldemar de Brito pojechał z reprezentacją Brazylii do Włoch na Mistrzostwa Świata i zagrał w jedynym, przegranym meczu przeciwko Hiszpanii. Był to jego debiut w reprezentacji, bardzo nieudany należy dodać, gdyż Waldemar de Brito zmarnował rzut karny, obroniony przez Ricardo Zamorę. Łącznie w barwach canarinhos w 1934 roku rozegrał 2 spotkania, strzelając przy tym 1 bramkę (17 spotkań i 17 bramek licząc mecze z drużynami klubowymi i regionami).
Po zakończeniu piłkarskiej Waldemar de Brito zajął się wyszukiwaniem młodych talentów. W 1954 roku w Bauru Atlético Clube, odkrył niespełna czternastoletniego wówczas Pelé.
Starszym bratem Waldemara był Petronilho de Brito, jeden z najlepszych brazylijskich piłkarzy na przełomie lat 20. i 30.